# Gemeindemesse

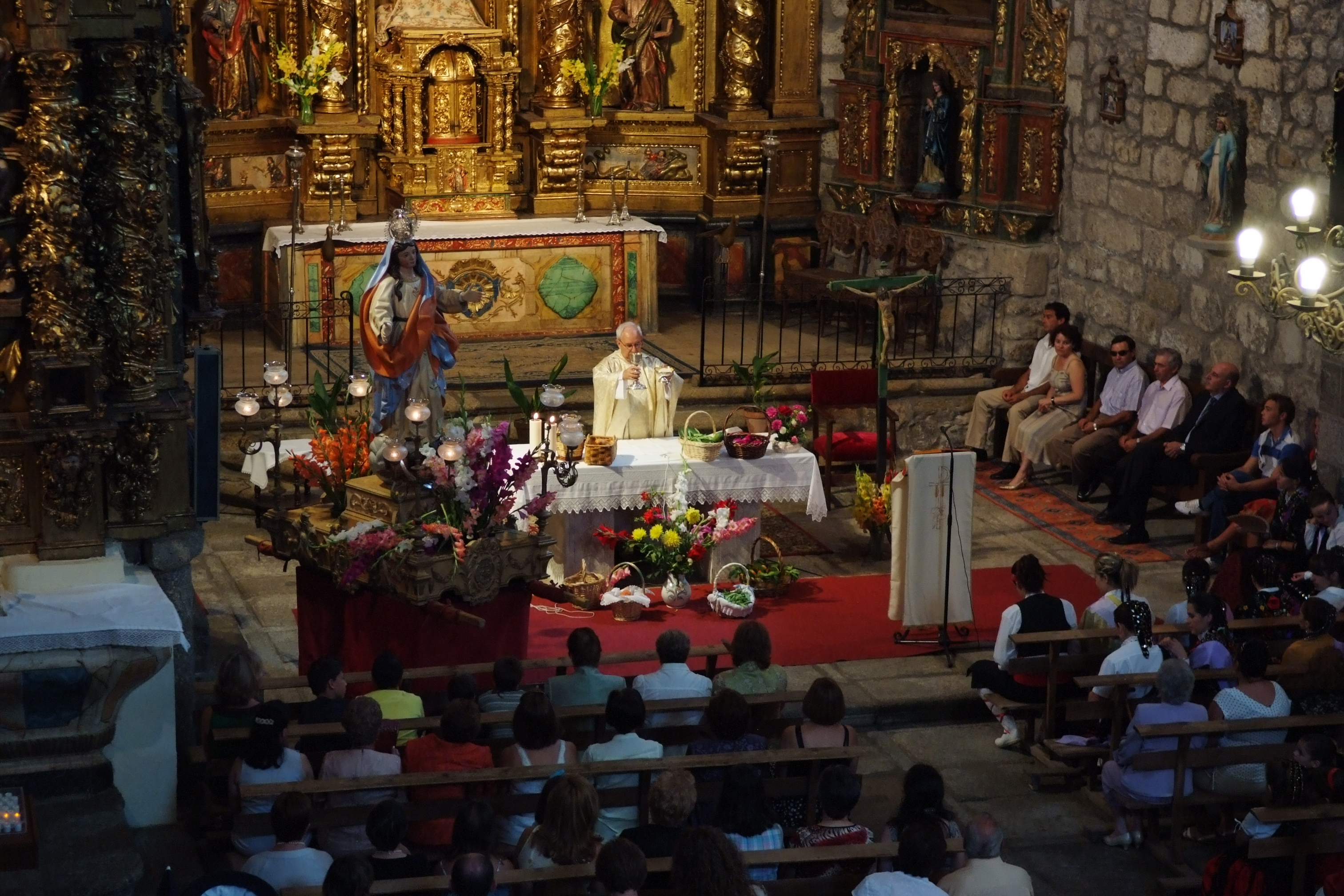
Heilige Messe am Fest Mariä Himmelfahrt in Villafranca de la Sierra (Spanien)

Gemeindemesse oder Messfeier mit Gemeinde ist die deutsche Bezeichnung der Missa cum populo („Messe mit dem Volk“) des römischen Ritus der katholischen Kirche. Dabei feiert der Sacerdos celebrans („zelebrierender Priester“, Zelebrant) die Liturgie mit einer Gemeinde oder einer Gruppe von Gläubigen. Ist ein Diakon anwesend, wirkt er mit und übernimmt bestimmte ihm vorbehaltene Teile der Liturgie.
Neben der „Messe mit dem Volk“ als heutiger „Grundform der Eucharistiefeier“ stehen die Bischofsmesse (Missa stationalis in der Kathedrale, früher Pontifikalamt genannt) als zentrale gottesdienstliche Feier der „Ortskirche“ und die tägliche Konventsmesse in klösterlichen Gemeinschaften, an der in der Regel alle Angehörigen der Kommunität teilnehmen.
Davon zu unterscheiden ist die Missa, cuius unus tantum minister participat, (die sogenannte Privatmesse), die von einem  Priester mit einem Altardiener (Diakon, Ministrant) gefeiert wird. Für beide Formen enthält das Missale Romanum jeweils eine eigene Messordnung. Nur aus einem gerechten und vernünftigen Grund darf der Priester allein feiern (die sogenannte Missa solitaria). In diesem Fall unterbleiben alle sonst üblichen Anreden an die Mitfeiernden, z. B. der Gruß „Der Herr sei mit euch“, sowie der Schlusssegen „Es segne euch...“
Das Zweite Vatikanische Konzil sah „die liturgischen Riten auf gemeinschaftliche Feier mit Beteiligung und tätiger Teilnahme der Gläubigen angelegt“ und bestimmte, „dass die Feier in Gemeinschaft der vom Einzelnen gleichsam privat vollzogenen vorzuziehen ist.“

## Begrifflichkeit
Eine katholische Pfarrgemeinde umfasst in der Regel alle auf dem Gebiet der Pfarrei wohnenden Katholiken. Neben Pfarrgemeinden gibt es jedoch auch sogenannte Personalgemeinden. Mit dem Begriff kann darüber hinaus auch die Gesamtheit der Teilnehmer an einem Gottesdienst gemeint sein („Gottesdienstgemeinde“).
Die Institutio Generalis Missalis Romani 2002 unterscheidet bei den Teilnehmern an einem Gottesdienst zwischen geweihten Amtsträgern und den Gläubigen (sacri ministri atque fideles) und nennt die zu einem Gottesdienst versammelten Gläubigen Populus („Volk“).
In den deutschen Übersetzungen der Institutio Generalis wurden in verschiedenen Auflagen hierfür unterschiedliche deutsche Begriffe gewählt. Die Grundordnung des Römischen Messbuchs von 2007 übersetzt in Nr. 47 Populo congregato mit „ist das Volk versammelt“, eine 2009 vom Sekretariat der Deutschen Bischofskonferenz herausgegebenen Dokumentensammlung übersetzt „ist die Gemeinde versammelt“.  Die Grundform der Missa cum populo hieß 2007 „Messe mit dem Volk“ und 2009 „Feier der Gemeindemesse“. Diese Bezeichnung hat sich im deutschen Sprachraum durchgesetzt.

## Ordnung der Gemeindemesse
Die römische Liturgie kennt traditionell nur eine Messordnung (Ordo missae). Diese gestattet allerdings gewisse Abwandlungen, vor allem im Hinblick auf Zahl und Situation der Teilnehmer (z. B. Gruppenmessen, Messfeiern mit Kindern). Hinsichtlich der Texte bleibt das Ordinarium an allen Tagen des Kirchenjahres gleich oder kennt nur wenige, darunter allerdings wichtige Auswahltexte. Neben dem eucharistischen Hochgebet gehören zum Ordinarium: Kyrie und Gloria in der Eröffnung, das Credo nach den Schriftlesungen, das Sanctus im Hochgebet und das Agnus Dei beim Brotbrechen. Die biblischen Lesungen mit Antwortpsalm und dem Ruf vor dem Evangelium sowie die Begleitgesänge zu den Prozessionen der Messfeier (Introitus, Offertorium und Communio) wechseln je nach liturgischem Tag oder Anlass. Diese Eigentexte nennt man daher „Proprium“.
Seit das im Auftrag des Zweiten Vatikanischen Konzils erneuerte und  seit 1969 gültige Missale Romanum in Kraft ist, wird die heilige Messe meist in der jeweiligen Volkssprache gefeiert. Der Altar und der Priestersitz sind so angeordnet, dass der zelebrierende Priester der Gemeinde zugewandt amtiert. Das Zweite Vatikanische Konzil hat die tätige Teilnahme aller Gläubigen („Participatio actuosa“) besonders betont. Nicht nur die Bekräftigung der priesterlichen Amtsgebete durch das „Amen“, sondern von allen gesungene Lieder, Gesänge und Akklamationen gehören zur heiligen Messe. Gesten und Gebärden der Mitfeiernden begleiten den liturgischen Ablauf.
Neben dem zelebrierenden Priester und gegebenenfalls dem Diakon übernehmen in der Gemeindemesse auch Laien Dienste, etwa als Lektor, Kantor oder Ministrant.
Zumeist singt die Gemeinde zur Eröffnung ein Lied. Nach dem Bußritus werden das Kyrie und (an Sonn- und Festtagen außerhalb der Advents- und Fastenzeit) das Gloria  gesungen. Nach dem Tagesgebet, mit dem die Eröffnung abschließt, folgen die Lesungen aus dem Alten und dem Neuen Testament, an Sonntagen und Festen drei, an Werktagen zwei, in Ausnahmefällen nur eine. In jedem Fall ist die letzte Lesung aus den Evangelien. Die ersten beiden Lesungen trägt der Lektor vor, das Evangelium der Diakon oder, wenn kein Diakon anwesend ist, der Priester selbst. Auf die erste Lesung folgt der Antwortpsalm. Dem Evangelium geht der Ruf vor dem Evangelium voraus. Zumindest an Sonntagen und Festtagen folgt nach dem Evangelium eine Predigt (Homilie). Ihr schließen sich an Sonn- und Festtagen das Glaubensbekenntnis (Credo) und immer die Fürbitten an.
Dem Wortgottesdienst folgt die Eucharistiefeier. Bei der Gabenbereitung werden der Altar bereitet sowie Hostienschale (Patene), Kelch, Brot, Wein und Wasser zum Altar gebracht. Die Gabenbereitung kann von einem Gesang begleitet werden und wird durch das Gabengebet des Priesters abgeschlossen. Darauf folgt das Eucharistische Hochgebet, das der Priester im Namen der Kirche vorträgt. Die Gemeinde beteiligt sich daran durch aufmerksames Zuhören und besondere Rufe, darunter Sanctus und abschließendes „Amen“. Beim eucharistischen Hochgebet erfolgt die Wandlung von Brot und Wein zu Leib und Blut Christi (Transsubstantiation).
Die folgende heilige Kommunion wird näherhin vorbereitet durch das Vater Unser, den Friedensgruß und das Brechen des Brotes mit begleitendem Agnus Dei. Während oder nach der Kommunion singt man einen Begleit- oder Dankgesang (Communio). Kelche und Patenen werden nach der Kommunion oder nach der Messfeier am Altar oder an der Kredenz sorgfältig gereinigt (Purifikation). Die Eucharistiefeier schließt mit einem Dankgebet (Postcommunio, Schlussgebet), dem Segen bzw. dem Gebet über das Volk und der liturgischen Entlassung (Ite, missa est, „Gehet hin in Frieden“). Zum Auszug des Priesters und seiner Assistenz wird häufig ein Schlusslied gesungen.
Die Verwendung von Weihrauch, festlichen Gewändern, edlen liturgischen Geräten, Musik und Gesang verdeutlichen die Würde und Feierlichkeit der heiligen Messe.

### Eröffnung
- Einzug und Lied (Introitus).
- Eröffnung mit Kreuzzeichen und dem alten christlichen Gruß des Priesters: „Der Herr (Bischof: Der Friede) sei mit euch.“ Alle: „Und mit deinem Geiste.“ Eine kurze Einführung in die Feier kann folgen.
- Allgemeines Schuldbekenntnis. Möglich sind die drei Formen „Ich bekenne Gott, dem Allmächtigen …“, „Erbarme dich, Herr, unser Gott…“ oder eine Kyrie-Litanei.
- Falls keine Kyrie-Litanei gebetet wurde, folgt das Kyrie: „Herr, erbarme dich (unser). Christus, erbarme dich (unser). Herr, erbarme dich (unser).“
- An Sonn- und Festtagen (außer im Advent und in der Fastenzeit) wird das Gloria gesungen: „Ehre sei Gott in der Höhe…“
- Nach der Gebetseinladung „Lasset uns beten“ und einer kurzen Gebetsstille folgt das Tagesgebet, das mit dem „Amen“ der Gemeinde abgeschlossen wird.

### Wortgottesdienst
- Erste Lesung (aus dem Alten Testament, der Apostelgeschichte, den neutestamentlichen Briefen oder der Offenbarung des Johannes; „Lesung aus…“ – Lesung – Es folgt die Akklamation des Lektors: „Wort des lebendigen Gottes.“ – „Dank sei Gott.“)
- Antwortpsalm
- Zweite Lesung (An gewöhnlichen Wochentagen im Jahreskreis ist nur eine Lesung vor dem Evangelium vorgesehen.)
- Ruf vor dem Evangelium (Alleluja-Vers) bzw. (in der Fastenzeit) ein anderer Christusruf vor dem Evangelium, an einigen Festen dazu der Tractus
- Evangelium mit Schlussakklamation: „Evangelium unseres Herrn Jesus Christus.“ – „Lob sei dir Christus.“
- Predigt (Homilie)
- Credo (Glaubensbekenntnis; „Ich glaube an Gott…“; entweder das Nizäno-Konstantinopolitanische oder das Apostolische Glaubensbekenntnis)
- Fürbitten

### Eucharistiefeier
- Gabenbereitung:

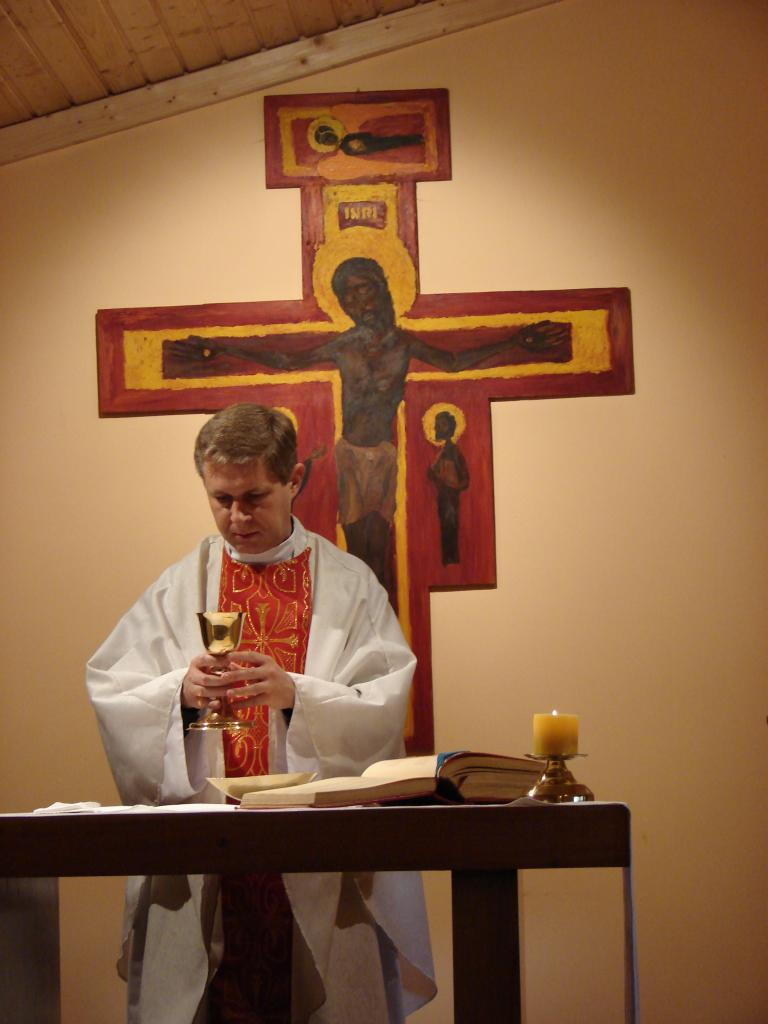
Beim Hochgebet

  - Gabenprozession: Die Gaben (Brot, Wein und Wasser) werden von Ministranten, Mitgliedern der Gemeinde oder Kommunionhelfern in den Altarraum gebracht. Wo eine Kollekte erhoben wird, wird sie gleichzeitig eingesammelt. Die Gabenprozession wird durch einen Gesang der Gemeinde, das Offertorium, begleitet.
  - Händewaschung des Priesters („Lavabo“)
  - Gabengebet
- Eucharistisches Hochgebet („Kanon“)
  - Präfation (lateinisch Vorrede, Einleitung; „Der Herr sei mit Euch.“ – „Und mit deinem Geiste.“ / „Erhebet die Herzen …“ – „Wir haben sie beim Herrn.“ / „Lasset uns danken dem Herrn, unserm Gott.“ – „Das ist würdig und recht.“ / „In Wahrheit ist es würdig und recht …“)
  - Sanctus („Heilig, heilig, heilig, Gott, Herr aller Mächte und Gewalten…“)
  - Epiklese (Herabrufung des Heiligen Geistes auf die Gaben von Brot und Wein; „Sende deinen Geist auf diese Gaben herab, damit sie uns werden Leib und Blut deines geliebten Sohnes, unseres Herrn Jesus Christus …“).
  - Konsekration und Anamnese (gesprochene oder gesungene „Einsetzungsworte“ als Nachvollzug des letzten Abendmahls, der „Höhepunkt“ der Wandlung; „Nehmet und esset alle davon: Das ist mein Leib …“ „Nehmet und trinket alle daraus: Das ist mein Blut …“)
  - Akklamation der Gemeinde nach „Geheimnis des Glaubens“: z. B. „Deinen Tod, o Herr, verkünden wir …“ (gesprochen oder gesungen)
  - Interzessionen (Gebet für die Einheit der Kirche, ihre Verantwortlichen und alle Gläubigen, Gebet für die Verstorbenen, Bitte um Aufnahme in die Ewigkeit, wenn man selbst einmal sterben wird)
  - Doxologie: „Durch ihn und mit ihm und in ihm ist dir, Gott, allmächtiger Vater, in der Einheit des Heiligen Geistes alle Herrlichkeit und Ehre jetzt und in Ewigkeit.“ Die Gemeinde bekräftigt das ganze Hochgebet mit „Amen“.
- Kommunion
  - Vater unser mit nach den Bitten angefügtem Embolismus („Erlöse uns, Herr, allmächtiger Vater, vor allem Bösen und gib Frieden in unseren Tagen…“) sowie der altkirchlichen Doxologie „Denn Dein ist das Reich…“.
  - Gebet um den Frieden und Friedensgruß: „Der Friede des Herrn sei allezeit mit euch.“ „Und mit deinem Geiste.“; nach dem liturgischen Friedensgruß lädt der Priester oder Diakon oft die Gemeinde zum persönlichen Friedensgruß ein: „Gebt einander ein Zeichen des Friedens und der Versöhnung“, woraufhin sich die Gemeindemitglieder gegenseitig den Frieden wünschen: „Der Friede sei mit dir.“
  - Brotbrechen und Agnus Dei: „Lamm Gottes, du nimmst hinweg die Sünde der Welt, erbarme dich unser. Lamm Gottes, du nimmst hinweg die Sünde der Welt, gib uns deinen Frieden.“
  - Kommuniongang: Wird eingeleitet mit „Seht das Lamm Gottes…“, „Herr ich bin nicht würdig, dass du eingehst …“, daran schließt sich die Kommunion des Priesters in beiderlei Gestalten (Leib und Blut Christi), der liturgischen Dienste und die der Gemeinde an. Die Kelchkommunion der Gemeinde ist an bestimmten Tagen oder Anlässen empfohlen. Der Kommuniongang wird durch einen Gesang begleitet (Communio).
  - Im Anschluss an die Kommunion oder nach der Messfeier findet die Purifikation (Reinigung der liturgischen Gefäße) statt.
  - Danksagung: Stille und/oder Gesang.
  - Postcommunio (Schlussgebet).

### Abschluss und Entlassung
- ggf. Verlautbarungen bzw. Vermeldungen: kurze Hinweise auf aktuelle Ereignisse in der Gemeinde. Diese können auch vor der Messe erfolgen.
- Segen und Entlassung: Feierlicher Schlusssegen mit Gebet über das Volk oder einfacher Schlusssegen: „Es segne euch der allmächtige Gott, der Vater und der Sohn und der Heilige Geist“ mit Kreuzzeichen. „Amen.“ Diakon oder Priester: „Gehet hin in Frieden!“  Alle: „Dank sei Gott dem Herrn.“
- Auszug

## Einzelbelege
1. ↑  Hans Bernhard Meyer: Eucharistie: Geschichte, Theologie, Pastoral. (= Gottesdienst der Kirche. Handbuch der Liturgiewissenschaft, Teil 4) Pustet, Regensburg 1989, ISBN 3-7917-1200-4, S. 173.
2. ↑  Rupert Berger: 3. In: Lexikon für Theologie und Kirche. 8. Auflage. Band 417. Herder, Freiburg im Breisgau.
3. ↑  Hans Bernhard Meyer: Eucharistie. Geschichte, Theologie, Pastoral. Regensburg 1989, S. 371.
4. ↑  Caeremoniale episcoporum ex decreto Sacrosancti Oecumenici Concilii Vaticani II instauratum, auctoritate Pauli PP. VI promulgatum. Typis Polyglottis Vaticanis 1985. Seiten 41–51.
5. ↑  Sekretariat der Deutschen Bischofskonferenz: Missale Romanum. Editio typica tertia 2002, Grundordnung des Römischen Messbuchs, Vorabpublikation zum Deutschen Messbuch (3. Auflage), Arbeitshilfen Nr. 215, Bonn 2007, 112–114 (PDF)
6. ↑  Sekretariat der Deutschen Bischofskonferenz: Missale Romanum. Editio typica tertia 2002, Grundordnung des Römischen Messbuchs, Vorabpublikation zum Deutschen Messbuch (3. Auflage), Arbeitshilfen Nr. 215, Bonn 2007, 252–254 (PDF)
7. ↑  Zweites Vatikanisches Konzil, Sacrosanctum Concilium - Konstitution über die heilige Liturgie, Nr. 27
8. ↑  liturgie.de, Institution Generalis Missalis Romani 2002
9. ↑  Grundordnung des Römischen Messbuchs, 12. Juni 2007, approbiert von der Deutschen Bischofskonferenz, der Österreichischen Bischofskonferenz, der Schweizer Bischofskonferenz, dem Erzbischof von Vaduz und dem Erzbischof von Luxemburg.
10. ↑  Die Messfeier – Dokumentensammlung, Hrsg. vom Sekretariat der Deutschen Bischofskonferenz (Arbeitshilfen 77)
11. ↑  so etwa: Liturgische Institute (Hrsg.): Die Feier der Gemeindemesse. Handausgabe. Auszug aus der authentischen Ausgabe des Messbuches für die Bistümer des deutschen Sprachgebietes. Herder-Verlag, 2. Auflage 2014, ISBN 978-3-451-23497-2.